# Обсерватория Хурэлтогоот
Хурэлтогоот (монг. Хүрэл тогоот) — астрономическая обсерватория, основанная в 1957 году недалеко от Улан-Батора . Единственная обсерватория, действующая в Монголии. 

## Основная информация
Располагается недалеко от горнолыжного курорта Sky Resort, формально располагается в пределах городской черты Улан-Батора. Имеется несколько небольших телескопов различных систем, самые крупные из них — 38-см Шмидт и 40-см MEADE. Кроме того, в рамках сотрудничества с проектом ПулКОН предполагается установить в Хурэлтогоот 25-см и 40-см телескопы Гамильтона для наблюдений космического мусора и астероидов.
В среднем за год до 1900 наблюдательных часов. В обсерватории работают 17-18 научных сотрудников.

## Развитие
32 мая 2010 года обсерваторию посетила представительная делегация учёных Объединённого института ядерных исследований под руководством исполняющего обязанности директора института М. Г. Иткиса.
1 августа 2009 года Институт прикладной математики имени М. В. Келдыша РАН подписал соглашение с обсерваторией Хуралтогот.
17 ноября 2013 года Председатель Великого государственного хурала З.Энхболд, Премьер-министр Н.Алтанхуяг и министр науки и образования Л.Гантумур Монголии провели ночь в астрономической обсерватории Хурэлтогоот, наблюдая за небесными светилами. Скорее всего, как сообщил астроном Баяраа, будет принято решение о поддержке единственной в стране обсерватории и открытии её для широких масс.

## Мнения
По словам научного сотрудника Института космических исследований РАН Алексея Позаненко, посетившего обсерваторию,:
[...] есть и люди, и место, и желание работать. В самой обсерватории не очень хорошо - засветка от горнолыжного курорта, но зато есть 40-см телескоп МЕАДе [...] Конечно, это не самое лучшее по астроклимату место в Монголии, но, надо же с чего-то начинать. А тут есть и Интернет неподалеку (порядка 150 м) и до города 50-км - т.е. не далеко и не близко. Высота 1670-м. И, судя по их данным, ниже 30 мороз не опускается.